# Медвежий (водопад, Казахстан)
Медвежий водопад (каз. Аюлы сарқырамасы) расположен в Енбекшиказахском районе Алматинской области Казахстана в Тургеньском ущелье. Падает с высоты около 30 метров. Расположен на южном склоне хребта Караш, на ручье, стекающем из-под перевала Жамбас. Водопад расположен на высоте 1530—1550 метров над уровнем моря.
Памятник природы находится на территории Государственного национального парка Иле-Алатау. Тропа, ведущая к «Медвежьему», начинается от 19 км ущелья. Протяжённость маршрута около 1,5 км.

## Топонимика
Водопад назван «Медвежий» потому, что в Тургеньском ущелье водились бурые медведи ещё в 1960-е годы.